# Fenómeno Baader-Meinhof
El Fenómeno Baader-Meinhof (también conocido como Ilusión de frecuencia o catapult) sucede cuando una persona, después de haber aprendido algún hecho específico, una frase, una palabra, o la existencia de una cosa por primera vez, se la encuentra de nuevo, quizá muchas veces en un periodo corto después de haberlo aprendido y se forma la creencia errónea de que su frecuencia ha aumentado.

## Historia
El término fue acuñado por Terry Mullen en 1986 cuando envió una carta al St. Paul Pioner Press relatando una anécdota sobre un artículo en un periódico en el cual descubrió por primera vez a la organización terrorista alemana Fracción del Ejército Rojo, más conocida como la banda Baader-Meinhof (por el apellido de sus integrantes más importantes), y desde ese momento empezó a ver el término en varios lugares sin estarlo buscando de manera consciente. Publicado el artículo, Terry Mullen recibió cientos de cartas en las que los lectores afirmaban haber tenido la misma experiencia.

## Explicación
El fenómeno Baader-Meinhof ocurre porque el cerebro humano tiene una predilección por los patrones y cuando detecta que un elemento o una información aparecen más de una vez, el cerebro utiliza las repeticiones para formar una secuencia posible. Para la construcción de estas secuencias, la mente tiene la capacidad de ignorar todo lo que no se repita o no pueda funcionar como elemento de algún patrón, y desecharlo como información irrelevante.
Carl Jung ya había hablado antes de este fenómeno, aunque de una forma más amplia, llamándolo «sincronicidad», y englobaba tanto esa aparición cercana de dos conceptos como todo tipo de acontecimientos y hechos que se dan de repente (como que una persona comience a hacer algo, como plantar un árbol, y, de repente, otros hagan lo mismo sin tener relación alguna con el anterior). Jung explicaba esto como manifestaciones de una especie de conciencia colectiva a través de la que todos los seres humanos estábamos conectados de alguna manera.
Otra teoría, más plausible y que sí goza de cierto apoyo experimental y de amplio reconocimiento, es el hecho de que las casualidades ocurren y que son predichas por la teoría matemática de la probabilidad, pero nosotros, psicológicamente, tendemos a infravalorar la probabilidad de ocurrencia de esas casualidades. Así, el profesor de un aula con 30 alumnos es probable que se sorprenda al descubrir que dos de ellos cumplen años el mismo día; sin embargo, la probabilidad de que eso sea así es del 90%. No es nada raro y, de hecho, lo extraordinario sería que ninguno de sus alumnos hubiese nacido el mismo día (y, aun así, es algo que en alguna clase de 30 niños, ocurrirá). Por otra parte tendemos a organizar la caótica y enorme cantidad de información que nos llega en función de patrones y categorías que nos ayuden a manejarla y a manejarnos nosotros con ella. Por eso somos tan sensibles a las repeticiones e intentamos encuadrarlas en algún tipo de orden o lógica que, de alguna manera, pueda agruparlas.

## Otras referencias
Existe una película llamada el Complejo Baader-Meinhof escrita y producida por Bernd Eichinger y dirigida por Uli Edel. Protagonizada por Moritz Bleibtreu, Martina Gedeck y Johanna Wokalek. En ella se expone las acciones de la banda terrorista RAF durante el periodo 1968-1977.
- Datos: Q60769209